# Super Metroid
Super Metroid (スーパーメトロイド?, Sūpā Metoroido) è un videogioco di tipo avventura dinamica a tema fantascientifico progettato da Nintendo Research & Development 1, programmato da Intelligent Systems e pubblicato nel 1994 da Nintendo per il Super Nintendo Entertainment System.
Super Metroid è il terzo capitolo della saga di Metroid e con la sua cartuccia da 24 megabit è passato alla storia per essere stato per qualche tempo il più esteso e impegnativo videogioco in termini di memoria. La trama, che è cronologicamente situata tra Metroid II: Return of Samus (1991) e Metroid: Other M (2010), vede la protagonista Samus Aran rintracciare e recuperare il cucciolo di Metroid rapito dal suo rivale Ridley e portato sul pianeta Zebes. Super Metroid risulta essere un videogioco a piattaforme in 2D carico di elementi d'azione e d'avventura, dove Samus deve affrontare sul pianeta le forze ostili native e i pirati spaziali, suoi acerrimi nemici, potenziandosi con gli oggetti che trova lungo il cammino. È un videogioco che fa dello spirito esplorativo del giocatore un punto centrale poiché, a differenza degli altri platform che lo hanno preceduto, il suo sviluppo non è esclusivamente lineare ed è ricco di aree nascoste.
Scritto e diretto da Yoshio Sakamoto e prodotto da Makoto Kano, con le musiche di Kenji Yamamoto e Minako Hamano, il videogioco venne pubblicato in Giappone il 19 marzo 1994. Grazie alla sua grafica evoluta, al suo gameplay caratteristico, all'atmosfera e all'efficace sonoro fu subito accolto con plauso universale, ricevette numerosi riconoscimenti e viene tuttora considerato un classico Nintendo e uno dei migliori videogiochi mai realizzati. Alla sua uscita riscosse un totale di 1.4 milioni di copie vendute, 780.000 in Giappone e 460.000 in Nord America e in Europa, tanto che è stato in seguito distribuito anche per le console Wii, Wii U e New Nintendo 3DS. Il gioco è inoltre incluso in tutte le versioni del Nintendo Classic Mini: Super Nintendo Entertainment System, ed è stato tra i primi ad essere inclusi nella libreria SNES del Nintendo Switch Online.
In occasione del 20º anniversario dell'uscita del gioco, nel 2014 si è svolta una mostra apposita nella biblioteca Regenstein dell'Università di Chicago.

## Trama
(Voce nel prologo)
Dopo aver fermato il piano di Cervello Madre, tempo addietro, usare i pericolosi Metroid come bioarma su Zebes, la cacciatrice di taglie Samus Aran fu incaricata di dirigersi sul pianeta SR-388, il pianeta natale dei Metroid, per sterminarli. Tuttavia, l'ultima larva Metroid rimasta, che per imprinting considerò Samus come madre, fu risparmiata da Samus e l'adottò. Quindi, la consegnò ad alcuni scienziati del laboratorio spaziale Ceres, in modo che potessero esaminarlo e studiarlo per il bene della galassia.
Tuttavia, poco dopo aver lasciato Ceres, Samus riceve dal laboratorio un SOS. Tornata sul luogo, trova l'intero laboratorio distrutto e i membri della troupe addetta alla ricerca morti; investigando s'imbatte nel suo vecchio nemico Ridley, ma non riesce a impedire che scappi portando con sé la capsula con dentro il piccolo Metroid. La colonia spaziale entra in modalità "autodistruzione" e la cacciatrice è costretta a fuggire.
Ridley porta il Metroid sul pianeta Zebes, ultima sede rimasta di Pirati Spaziali che, dopo gli eventi della Missione Zero, era stata riparata e con essa anche i generali Kraid e il leader Cervello Madre, la quale ha riproposto di tornare al loro piano originale e clonare l'ultimo Metroid. Tornata su Zebes e capendo il piano dei Pirati, Samus scopre che, come l'ultima volta, per raggiungere Cervello Madre, deve prima liberarsi dei generali dei Pirati, ora composti da Ridley, Kraid, e due nuovi generali: Phantoon, uno spettro che infestava una navetta abbandonata, e Draygon, un mostro marino. Durante la sua avventura, oltre che a trovare altri potenziamenti per la sua armatura protetti dalle statue Chozo, Samus incontra anche quattro creature: un Dachora e tre Etecoon che le insegnano ad usare il salto a parete e la Cometa, una tecnica della Supercinesi che le permette di spiccare salti altissimi.
Una volta eliminati i generali e scesa a Tourian, viene improvvisamente attaccata da un Metroid gigantesco, il Super Metroid, che le risucchia l'energia vitale ma, poco prima di ucciderla, riconosce in lei la persona che l'aveva accudito e scappa via. Quel Metroid, ormai cresciuto a dimensioni anomale, si rivela essere quindi il cucciolo che stava cercando. Samus si riprende e continua la sua missione sino ad arrivare al covo di Cervello Madre.
Samus abbatte le sue difese e l'affronta, ma l'AI rivela di aver imparato dai suoi errori della Missione Zero e mostra di essersi installata un corpo di dimensioni gigantesche, oltre che l'aver imparato un potente attacco, l'iperraggio, che riduce Samus in fin di vita. Mentre sta per darle il colpo di grazia, improvvisamente interviene in soccorso il Super Metroid e si attacca alla testa del Cervello Madre, assorbendone parte dell'energia e trasferendola a Samus, ma il mostro si riprende e uccide l'ultimo Metroid. Samus, avendo assorbito dal Metroid l'iperraggio di Cervello Madre, annienta l'AI e lo polverizza, ma prontamente si attiva il processo di autodistruzione dell'intero pianeta. Samus è ancora una volta costretta a scappare, ma prima libera il Dachora e gli Etecoon dal loro rifugio. Raggiunta la navetta, si allontana mentre il pianeta Zebes esplode.
L'ultima cellula superstite dei Pirati Spaziali, Ridley, Cervello Madre e i Metroid sono finalmente scomparsi e estinti. Ma non per molto.

## Modalità di gioco

Le statue dei quattro capi dei pirati spaziali, le quali bloccano l'accesso a Tourian

L'esperienza di gioco, ampliata e perfezionata, resta fedele ai due episodi precedenti della serie. Il giocatore controlla Samus Aran, la quale deve esplorare e accedere – tramite porte e ascensori – ad aree ignote del pianeta Zebes con l'ausilio di nuovi potenziamenti (power-up) che la protagonista ottiene durante il gioco e che aumentano le capacità della sua corazza e le abilità fisiche, oltre a permetterle di accedere a spazi altrimenti inaccessibili, spazi che il giocatore deve memorizzare per potervi fare ritorno una volta appresi i potenziamenti necessari. Il videogioco è privo di indicazioni sulla strada da prendere o su come interagire con i nemici: è difatti concepito per coinvolgere fino in fondo il giocatore, lasciandolo libero di esplorare/esaminare l'ambiente, d'imparare dai propri errori e di trovare da solo il modo per proseguire. Il gioco introduce un vasto numero di personaggi e armamenti, una spaziosa mappa e anche la possibilità di selezionare e associare fra loro le armi e le abilità apprese. A questo si aggiunge una maggiore agilità al personaggio e una capacità «Moon Walk», dal nome dell'omonima danza, che è attivabile tramite le opzioni speciali e che consente a Samus di camminare all'indietro durante il fuoco o il caricamento della propria arma.
Il sistema di salvataggio è lo stesso di quello presente in Metroid II: Return of Samus; il giocatore può quindi salvare e riavviare la partita dalle stazioni di salvataggio disposte nel pianeta, con la novità che è possibile salvare direttamente dall'astronave di Samus, che ricarica completamente la sua salute e le sue munizioni. Samus è anche in grado di portare molti più serbatoi d'energia rispetto agli altri episodi (ce ne sono quattordici sparsi per il pianeta) e può usare alcune taniche di riserva che le offrono salute aggiuntiva (ce ne sono quattro in tutto). Inoltre può assorbire delle piccole quantità d'energia e munizioni rilasciate dai nemici uccisi e ha la possibilità di ripristinare completamente il vigore e alcuni proiettili collegandosi a specifiche unità situate in alcune stanze.

### Luoghi
Di seguito sono indicati i sei luoghi principali del pianeta Zebes.
- Crateria: è la superficie del pianeta, la zona è sotto un diluvio costante di piogge acide.[5][23]
- Brinstar: area tropicale del pianeta Zebes, un grande labirinto rivestito di folto fogliame. Dominata da Kraid.[5][24]
- Norfair: una zona prevalentemente magmatica e dalla temperatura elevatissima, si trova nel profondo della superficie. Dominata da Ridley.[5][25]
- Maridia: il mondo acquatico e paludoso di Zebes, è quasi completamente sommerso. Dominato da Draygon.[5][26]
- Wrecked Ship: nave spaziale naufragata anni fa, da allora è pervasa da un'atmosfera sinistra e negativa. Dominata da Phantoon.[5][27]
- Tourian: è il centro di controllo dei pirati spaziali Zebesiani e il Cervello Madre. In principio era situato appena sotto la superficie, ma dopo che Samus ha sgominato le sue forze è stato ricostruito.[5][28]

### Creature
Il gioco presenta un elevato numero di specie aliene che variano in base al luogo del pianeta in cui si trova il giocatore, mentre alcune sono presenti in più sezioni. Certe creature sono più resistenti e offensive di altre, alcune invece risultano innocue e amichevoli e possono essere sfruttate a proprio vantaggio.

### Equipaggiamento

Da questa schermata il giocatore può attivare/disattivare le tute e le abilità fisiche di Samus e può cumulare i raggi per variare gli effetti degli stessi

Come negli altri capitoli, Samus può usufruire di taniche d'energia e di molti capi d'equipaggiamento che trova gradualmente durante il percorso: le tute le permettono di subire meno danni e di accedere ad aree ristrette; le bombe e i missili le consentono di aprirsi dei varchi, di superare le porte di sicurezza e di avere vantaggi sugli avversari, mentre alcuni particolari accessori possono esserle utili per guardare attraverso i muri o aggrapparsi al soffitto; i cosiddetti "raggi" possono congelare temporaneamente i nemici, trapassare le pareti o semplicemente caricare colpi più potenti. Altri potenziamenti riguardano invece le abilità fisiche: acquisendo componenti specifici, Samus può assumere una forma sferica, saltare molto più in alto del normale, correre a velocità elevata e addirittura distruggere nemici e ostacoli con una capriola. A seconda delle capacità e dell'esperienza del giocatore, alcuni elementi possono anche essere tralasciati o presi in un secondo momento. I raggi e i potenziamenti ottenuti si possono abilitare/disabilitare e combinare in qualsiasi circostanza tramite un'apposita schermata.

### Finali
Il gioco contiene anche delle sequenze finali alternative: durante la fuga dal pianeta Zebes prima di tornare alla navicella spaziale si può scegliere di soffermarsi a Crateria per salvare alcune razze aliene bonarie (il Dachora e gli Etecoon). Ciò influenza il filmato conclusivo nel quale si può notare sullo sfondo un minuscolo granello che si allontana dal pianeta. Esistono poi tre versioni diverse del breve filmato che appare dopo i titoli di coda, le quali si possono visualizzare a seconda del tempo impiegato per terminare il gioco: se si finisce in meno di tre ore, appare Samus senza tuta; se si impiegano tra le tre e le dieci ore, la si può vedere con la tuta, ma con il volto scoperto; se si impiegano più di dieci ore, Samus appare invece con la tuta completa.

## Sviluppo

Samus Aran come appare in Super Metroid

Dopo l'uscita del secondo capitolo di Metroid le cose erano cambiate per Nintendo R. & D.1. La squadra infatti era stata divisa in due parti: una di queste, l'Intelligent Systems, era responsabile della gestione dei giochi per console ed era guidata da Gunpei Yokoi. Intelligent Systems fu divisa a sua volta in più squadre di sviluppo da Yoshio Sakamoto per dare inizio nell'agosto del 1992 alla realizzazione del terzo episodio della saga: Super Metroid. In realtà la pianificazione iniziale era già cominciata nell'autunno del 1991, ma i tempi si prolungarono a causa della ritardataria approvazione da parte di Nintendo.
Il gioco fu scritto e diretto da Sakamoto e prodotto da Makoto Kano, lo staff principale era formato da sole quindici persone (incluso Sakamoto), alcune anche molto giovani: cinque dipendenti formavano la squadra di progettazione del gioco e artistica, due erano incaricati del suono e sette erano occupati con la programmazione; alcuni liberi professionisti erano inoltre disponibili per alcuni incarichi speciali, come la traduzione o il testare un gioco per constatarne eventuali errori. Una volta distribuiti i vari compiti il problema iniziale era accordarsi sull'ambientazione da rappresentare; convennero così che l'idea migliore fosse di far svolgere la storia nuovamente sul pianeta Zebes, principalmente per rimanere conformi alla scenografia del primo capitolo — tra l'altro la troupe era composta anche da persone che avevano lavorato a entrambi i Metroid precedenti. Super Metroid contiene quindi aree già visitate, poiché l'obiettivo degli sviluppatori era infatti quello di aggiungere un senso di familiarità in modo da soddisfare gli amanti della serie, ma non per questo manca di nuove sezioni, che furono inserite soprattutto per aggiungere maggiore dramma all'esperienza di gioco.
Con tutte le basi definite Sakamoto realizzò la rappresentazione grafica per le sequenze più importanti, poi vennero fatte le concept-art, che mostravano in modo minuzioso ogni aspetto del pianeta, così da avere una chiara idea dello scenario. Passarono poi alle creature e ai nemici: i diversi stili degli artisti però compromettevano in parte l'omogeneità delle illustrazioni e alcuni mostri apparivano persino gradevoli, come il miniboss Crocomire e il Cervello Madre. Perciò Tomoyoshi Yamane, supervisore creativo, si preoccupò di ritoccare ogni singola figura al fine di dare una forma più coerente e di alterare l'aspetto troppo grazioso dei boss, per esempio rivestendo di muco il corpo di Crocomire e aggiungendo della saliva e una nube d'alito cattivo sulla bocca del Cervello Madre. Una volta definito l'aspetto dei nemici studiarono i loro movimenti e la strategia per batterli; sembra anche che fra il già cospicuo numero di personaggi avessero ideato altre tre specie aliene da inserire: i Bang, i Refle e gli Stoke, che però furono scartate. Inserirono comunque nuove armi, tra cui il Grapple Beam, un raggio usato per far aggrappare e oscillare Samus a dei ganci sul soffitto, e poi incrementarono la fisicità della protagonista, introducendo anche la possibilità di farle sparare in tutte le direzioni mentre si muove in modo fluido e acrobatico. Successivamente si concentrarono sulla collocazione delle varie armi e potenziamenti. Tra le molte novità una piuttosto rilevante che la produzione aggiunse fu quella di avere a disposizione una mappa, alla quale si può accedere in qualsiasi momento e che mostra le strutture dell'ambiente (escluse le aree nascoste), i luoghi scoperti, l'ubicazione delle stanze interessanti e le varie zone di salvataggio. Inizialmente la mappa non era prevista perché non tutti i membri erano concordi nel realizzarla: infatti si ridussero all'ultimo momento e fu completata un mese prima dell'uscita del gioco. Si rivelò comunque un particolare importante, visto che il gioco fu uno dei primi a offrire al giocatore una pianta di riferimento.
Per ciò che concerne il reparto sonoro, esso era costituito dai musicisti Minako Hamano e Kenji Yamamoto, che composero le musiche di sottofondo creando un notevole effetto di tensione grazie agli strumenti acustici (come il pianoforte) e ai sintetizzatori. Hamano compose i temi dei titoli iniziali, dei crediti finali, di Maridia, Wrecked Ship e degli scontri con i boss; Yamamoto invece curò i vari effetti sonori, la musica dei filmati di gioco, dell'introduzione, di Brinstar, Crateria e Norfair; in aggiunta registrò la propria voce per convertirla nel verso emesso dalla creatura Spore Spawn, il miniboss di Brinstar. Inoltre i versi di altri mostri furono campionati: quelli del Cervello Madre, ad esempio, vennero presi da Mothra, quelli di Ridley e Draygon invece risultano "rubati" da Angilas e quello di Kraid da Godzilla. Il comparto audio era essenziale per Super Metroid, dal momento che Sakamoto decise di non raccontare la storia utilizzando testi o voci (fatta eccezione per il prologo iniziale), ma puntando tutto sugli effetti sonori e sulla musica, con l'intenzione quindi di creare la giusta atmosfera solo con l'ausilio del suono, come un film muto. Difatti pure Samus non parla mai durante la storia, anche se la produzione aveva pensato di farle prestare la voce dalla giovane Hamano Minako per doppiarla nell'istante in cui il giocatore perde e Samus muore, ma l'intonazione di Minako appariva troppo sessuale, per cui non la utilizzarono.
Sakamoto osservò che Super Metroid fosse molto più profondo e più coinvolgente dei predecessori, che si distingueva dagli altri giochi d'azione e che fosse stato concepito per avere una connotazione decisamente più drammatica. Scopo principale degli sviluppatori era quello di renderlo un "buon gioco d'azione". Inizialmente prevedeva una capacità di 12 megabit, ma essendo stato sviluppato con una grafica a 16 bit e un sonoro d'alta qualità si estese a 24 megabit; sembra che sia stato il primo gioco in assoluto a disporre d'una cartuccia di tale dimensione. Richiese quindi un intenso lavoro e parecchio tempo per essere ultimato, nonostante i continui assilli da parte del produttore esecutivo Gunpei Yokoi che incitava ad accorciare i tempi. Gli ultimi sei mesi di lavoro furono i più faticosi e impegnativi: spesso la troupe dormì direttamente nello studio, e pare che si fosse creata pertanto un'aria statica che attirò l'attenzione degli altri uffici. In varie interviste Sakamoto raccontò che un dipendente li andò a svegliare una mattina dicendo che la camera puzzava come uno zoo.
Prima del completamento Sakamoto portò una beta del gioco alla moglie e ai figli in modo da ottenere alcuni pareri esterni sulla qualità del prodotto, violando decisamente l'NDA di Nintendo. Lo sviluppo effettivo del gioco si concluse nel febbraio del 1994, ma prima di essere distribuito doveva essere provato e testato, oltre a essere perfezionato qualora ce ne fosse stato bisogno. Durante il controllo i membri del personale dovettero correggere lievi bug e revisionare il livello di difficoltà. In seguito dei liberi professionisti di tutte le età testarono il gioco per altre quattro settimane e furono invitati dai programmatori a esporre le loro opinioni riguardo alla difficoltà, alla qualità grafica e alla comodità dei comandi.

### Lancio
Dal momento che negli anni novanta era in continua crescita l'eccessiva violenza nei videogiochi come Mortal Kombat, la Entertainment Software Rating Board, che aveva e ha il compito di classificare i videogiochi in base al loro contenuto, volle informazioni al riguardo, in particolare se il gioco avrebbe potuto rappresentare un contraccolpo negativo per la saga Metroid. A tal proposito Sakamoto dichiarò: «Non pensiamo che ci sia troppa violenza nel gioco». Utilizzando Samus come esempio spiegò inoltre che il suo scopo era quello di mantenere la pace nella galassia e che perciò la violenza è in un certo senso giustificata. Poco prima del lancio Sakamoto espresse che c'era una possibilità di realizzare un nuovo capitolo della serie per la nuova console Nintendo, il Nintendo 64, ma precisò anche che si trattava di un'ipotesi e che non era una cosa certa. Super Metroid fu dunque distribuito in Giappone il 19 marzo 1994, in Nord America il 18 aprile 1994 e in Europa e Australia il 28 luglio 1994, quasi un decennio dopo il primo capitolo di Metroid.

### Colonna sonora
La colonna sonora composta da Kenji Yamamoto ed Hamano venne pubblicata in una raccolta chiamata Sound in Action, nella quale erano incluse anche le musiche del primo Metroid, con trentotto tracce totali dalla durata complessiva di 59:13 minuti. Fu distribuita dalla Sony Records e diffusa in Giappone il 22 giugno 1994.

#### Album

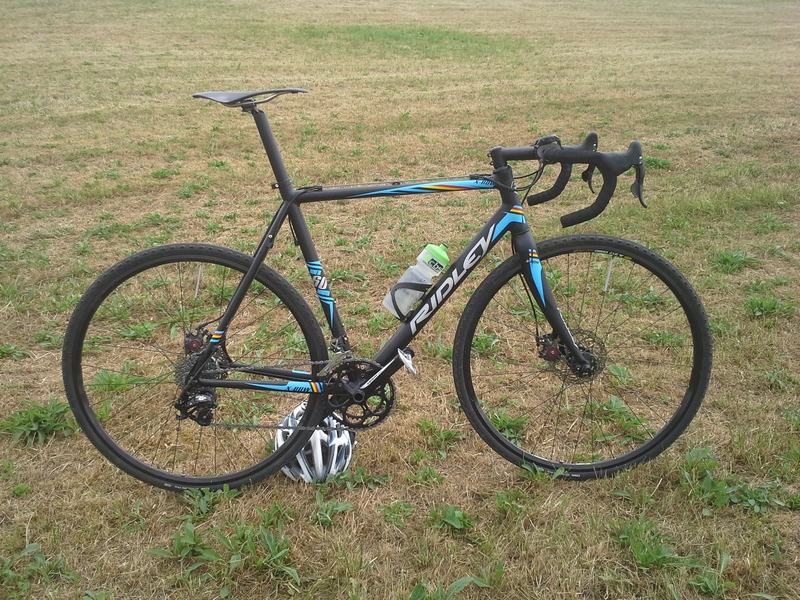
Un'illustrazione originale di Ridley realizzata per Super Metroid

- 1. Theme of SUPER METROID (Arrange Version) – 4:14
- 2. Crateria - Space Pirates Appear (Arrange Version) – 2:50
- 3. Space Warrior - Samus Aran's Theme (Arrange Version) – 3:39
- 4. SUPER METROID Ending (Arrange Version) – 3:23
- 5. METROID Ending (Arrange Version) – 2:37
- 6. Title – 1:37
- 7. Appearance Fanfare~Brinstar – 1:06
- 8. Norfair Area – 0:52
- 9. Ridley's Chamber – 0:55
- 10. Kraid's Chamber – 0:48
- 11. Tourian – 0:42
- 12. Zebetite – 0:49
- 13. Escape – 0:57
- 14. Ending – 2:16
- 15. Opening (Destroyed Science Academy Research Station) – 1:27
- 16. Theme of SUPER METROID – 1:23
- 17. Planet Zebes - Crateria Arrival – 1:17
- 18. Crateria - Space Pirates Appear – 1:29
- 19. Brinstar - Plant Overgrowth Area – 1:50
- 20. Brinstar - Red Soil Wetland Area – 1:14
- 21. Norfair - Scorching Lava Area – 1:30
- 22. Space Warrior - Samus Aran's Theme – 1:59
- 23. Wrecked Ship – 1:41
- 24. Maridia - Rocky Underground Water Area – 1:12
- 25. Maridia - Quicksand Underground Water Area – 2:04
- 26. Norfair - Ancient Ruins Area – 1:27
- 27. Mini Boss Confrontation BGM (Spore-Spawn, Botwoon) – 1:57
- 28. Big Boss Confrontation BGM (Ridley, Draigon) – 1:43
- 29. Big Boss Confrontation BGM (Kraid, Crocomire, Phantoon) – 1:52
- 30. Samus Aran Appearance Fanfare – 0:09
- 31. Item Acquisition Fanfare – 0:09
- 32. Samus Aran's Last Cry – 0:06
- 33. Mysterious Statue Chamber – 1:13
- 34. Tourian – 0:57
- 35. Mother Brain – 0:48
- 36. Escape – 1:32
- 37. Planet Zebes Explosion – 0:24
- 38. Ending – 3:05

## Accoglienza
| Testata                   | Giudizio |
| ------------------------- | -------- |
| GameRankings (media al)   | 95.50    |
| Nintendo Life             | 10/10    |
| Thunderbolt               | 10/10    |
| Electronic Gaming Monthly | 9/10     |
| Game Players              | 97%      |
| GameSpot                  | 8,5/10   |
| Eurogamer                 | 10/10    |
| Super Play                | 92%      |
| IGN                       | 9,5/10   |
| Nintendo Power            | 4,425/5  |

Super Metroid fu accolto con un ampio apprezzamento di critica, ricevendo un punteggio del 95.50% da GameRankings, diventando così uno dei giochi più quotati del sito. Tuttavia in Giappone non ebbe il successo sperato: pur essendo stato molto atteso dal pubblico, fu commercializzato proprio nel periodo in cui spopolavano o erano in procinto di essere distribuiti i videogiochi più ambiti e acclamati, come Donkey Kong Country; inoltre era l'anno dell'imminente lancio di nuove console, quali PlayStation e Sega Saturn; per questi motivi il videogioco registrò basse vendite nel Paese.

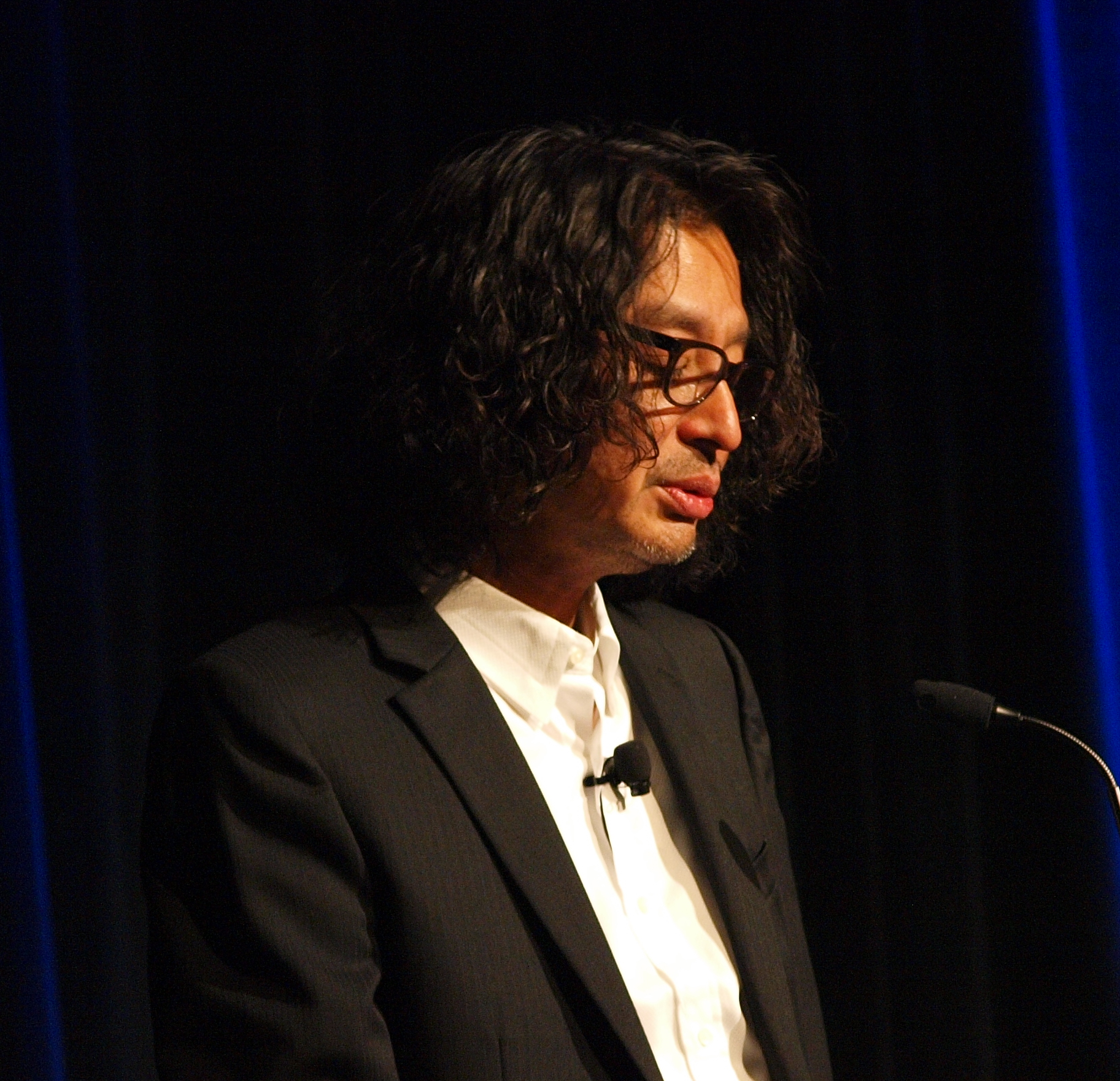
Yoshio Sakamoto, direttore principale di Super Metroid, qui alla Game Developers Conference nel 2010

Grazie alla commercializzazione da parte di Nintendo andò comunque meglio in Nord America e in Europa e visto l'apprezzamento della critica un anno dopo la sua uscita Nintendo lo mise sul "Nintendo Selects", un marchio utilizzato dall'azienda per promuovere videogiochi dalle alte vendite. Tuttavia visto che nessuno dei tre capitoli della serie avrebbe raggiunto il livello di notorietà di videogiochi come Mario e The Legend of Zelda, non furono realizzati altri Metroid per otto anni, finché non uscirono nel 2002 Metroid Prime (per Nintendo GameCube) e Metroid Fusion (per Game Boy Advance).
Chris Slate, della rivista di videogiochi Game Players, apprezzò il gioco sostenendo di essere soddisfatto del lavoro svolto dalla produzione, sia per quanto concerne la grafica e l'esperienza di gioco, sia il comparto sonoro; trovò interessante e necessaria anche la funzione automatica della mappa, che evidenzia le aree esplorate e quindi i progressi fatti dal giocatore durante il gioco, sottolineando che era l'unica caratteristica in Super Metroid che l'originale Metroid avrebbe dovuto avere. Affermò inoltre che ogni fan dei giochi d'azione non avrebbe dovuto lasciarsi sfuggire il titolo, che li avrebbe convinti a giocarci e rigiocarci più volte. La rivista Nintendo Power invece dichiarò: «Questo potrebbe essere il miglior gioco d'azione e avventura di sempre», definendolo "l'onda del futuro" ed elogiando il comparto grafico, l'audio e i controlli. Electronic Gaming Monthly lo definì "incredibile", gradì moltissimo soprattutto il lato grafico e la trama profondamente drammatica, complimentandosi per i controlli "nitidi e chiari" e per le molte armi a disposizione, lodò la longevità e osservò che il gioco rendeva certamente giustizia a Metroid e che probabilmente non avrebbe deluso i videogiocatori.
Fu apprezzato anche dalla redazione britannica di Super Play: uno dei collaboratori, Zy Nicholson, dichiarò che Super Metroid era migliore del suo videogioco preferito, Mega Man X, descrivendolo come "molto più di un'esperienza di gioco" e lo confrontò con il film del 1986 Aliens di James Cameron, ritenendo che la già notevole esperienza di gioco sarebbe aumentata se fosse stato giocato al buio e con il volume alzato, affermando inoltre che lui stesso fu tentato dal giocarci di seguito addirittura senza mangiare e dormire. Un altro, Tony Mott, nella sua recensione dichiarò che il punto forte del gioco era la sua atmosfera e la definì un miscuglio di Turrican (1990), Aliens, Exile (1989) e Nodes of Yesod (1985); apprezzò poi i controlli e l'esperienza di gioco raffinata, applaudendo il buon lavoro svolto da Nintendo; concluse affermando: «È senza dubbio il miglior gioco di quest'anno che ho giocato finora». Un altro revisore, James Leach, fu concorde con Nicholson e Mott e aggiunse che Super Metroid era quello che Mega Man X avrebbe dovuto essere, esprimendo che conteneva tutto ciò che cercava in un videogioco: giocabilità, trucchi e zone nascoste, armi potenti e nemici efficacemente realizzati. Dopo aver sommato le recensioni il verdetto della rivista inglese fu unanime nell'apprezzare Super Metroid, che lo descrisse come "un gioco meraviglioso che tutti dovrebbero possedere". In seguito Andy Robinson di GamesRadar ha commentato la colonna sonora, definendola "fenomenale" e una delle migliori del mondo videoludico.

## Eredità videoludica

### Riconoscimenti e classifiche

Samus si scontra con il Cervello Madre

Super Metroid ricevette molti riconoscimenti e viene ancora oggi citato come uno dei più grandi videogiochi di sempre. La rivista Electronic Gaming Monthly lo nominò il miglior videogioco del mese di maggio 1994, premiandolo poi come il più bel gioco d'azione dell'anno; nel 1997 lo mise al sesto posto nella classifica dei cento migliori giochi di sempre e successivamente nel 2002 lo considerò il miglior videogioco di tutti i tempi. Nel 1997 fu posizionato al sesto posto anche da Nintendo Power e poi nel 2006 al dodicesimo fra i duecento migliori giochi di sempre; l'ha anche considerato come il miglior capitolo della serie Metroid, seguito da Metroid Prime (2º posto) e Metroid: Zero Mission (3º posto).
La rivista Game Informer nel 2001 lo collocò al ventinovesimo posto nella lista dei cento più grandi giochi di sempre, mentre nel 2009 lo inserì al ventunesimo in quella dei duecento. Sul sito Imagine Games Network (IGN) nella classifica annuale dei cento giochi più belli di sempre Super Metroid si guadagnò nel 2003 il terzo posto, scese al decimo nel 2005, al quarto nel 2006, e al settimo nel 2007. GamePro l'ha poi elencato
al settimo posto tra i trenta più grandi giochi in grafica 16 bit, e tra i quindici «retro games» per la Wii che meritano di essere giocati.
Nel 2011 è stato posizionato al nono posto da GamesRadar nell'elenco dei cento migliori giochi di sempre; in seguito è salito al terzo e per di più al primo tra i più grandi videogiochi per Super Nintendo di tutti i tempi, Chrono Trigger al secondo posto e The Legend of Zelda: A Link to the Past al terzo. In cima alla lista anche nell'elenco dei venti migliori giochi per Super Nintendo secondo il sito ScrewAttack, dove è seguito da The Legend of Zelda: A Link to the Past (2º posto) e Final Fantasy VI (3º posto). Inoltre è stato considerato il miglior gioco per Super Nintendo anche dal Classic Game Room, sorpassando The Legend of Zelda: A Link to the Past (2º posto) e Super Mario World (3º posto). Tra i migliori giochi di sempre anche secondo la rivista Empire.

### Nella cultura videoludica

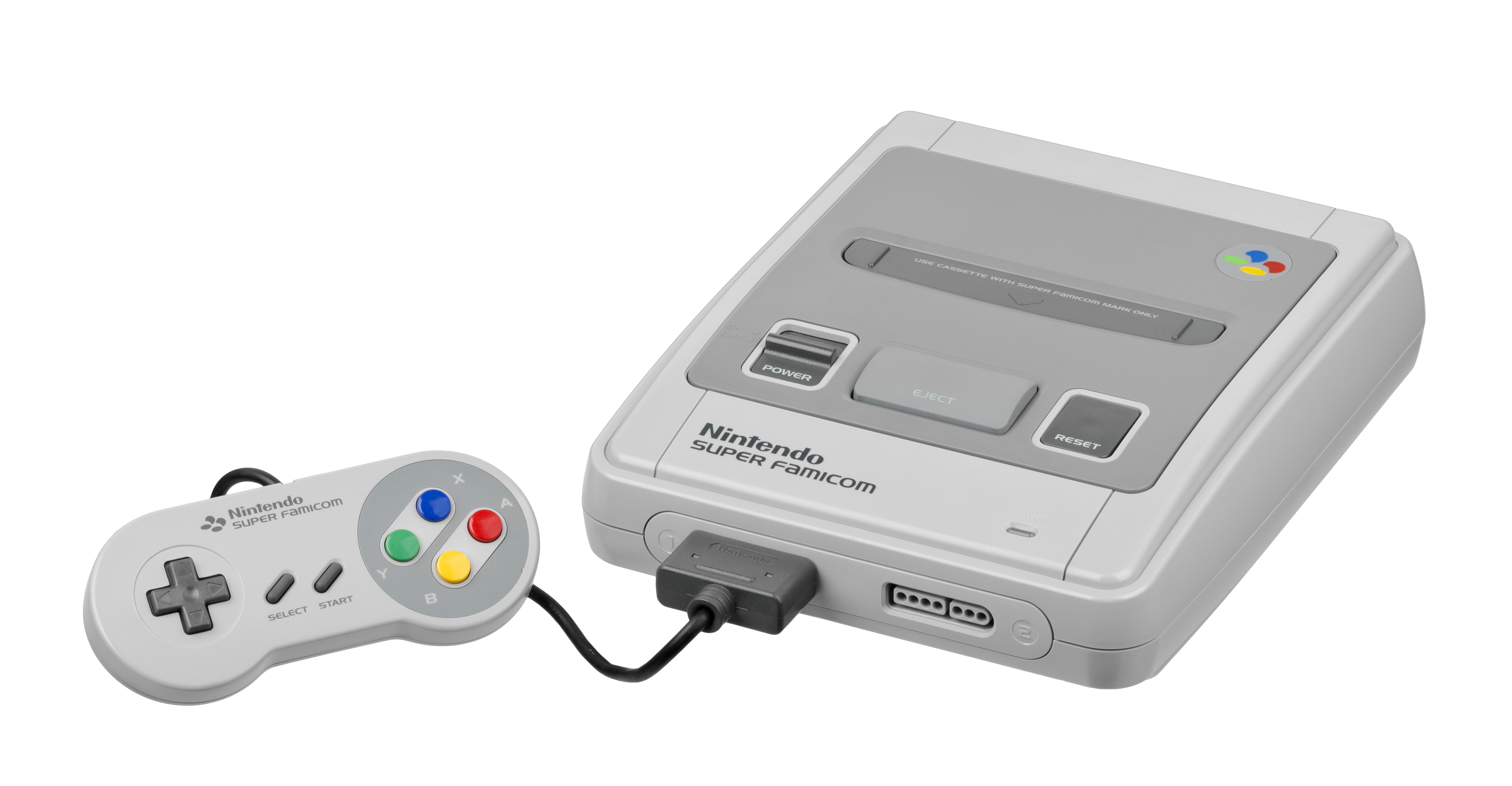
La console Super Nintendo

Super Metroid ebbe un effetto notevole e duraturo nel settore dei videogiochi, già a partire dal 1997 proprio con il gioco Castlevania: Symphony of the Night, che trasse alcune spunti, in particolare il fatto di rendere alcune aree inaccessibili senza l'ausilio di speciali poteri. Negli anni è risultato essere fonte d'ispirazione per numerosi videogiochi, come Cave Story (2004), Portal, BioShock (2007), Shadow Complex (2009), Outland, Insanely Twisted Shadow Planet (2011), The Swapper (2013), Star Wars Jedi: Fallen Order (2019) e molti altri. Col passare del tempo è diventato uno dei titoli più contesi e uno dei primi a essere giocati e completati in speedrun, un fenomeno che consiste nel completamento del gioco nel minor tempo possibile, trascurando i potenziamenti non necessari, cercando la via più veloce, avvantaggiandosi sfruttando alcuni errori di gioco e raccogliendo solo le armi e le taniche di energia indispensabili; a questo proposito il gioco risulta essere terminabile dai giocatori più agguerriti in quarantacinque minuti circa. Un'altra sfida consiste invece nello scovare e raccogliere tutti i potenziamenti, le armi, i proiettili e i serbatoi d'energia, completando il gioco al 100% e sempre il prima possibile.
Nel videogioco Star Wars Jedi: Survivor (2023) è presente un chiaro riferimento a una scena di Super Metroid, in cui Cal Kestis apprende l'abilità di saltare sui muri grazie a tre creature aliene. Gli sviluppatori hanno poi confermato che l'omaggio era intenzionale.

## Pubblicazioni successive
Nel 2007 Nintendo ha reso il titolo disponibile per il download sul canale Virtual Console del Wii. Il sito IGN ha commentato che, nonostante sia stato distribuito nove mesi dopo il lancio ufficiale della Wii, ne è valsa la pena di aspettare. Per i giocatori che non ci hanno mai giocato IGN afferma che "finalmente possono scoprire cosa si sono persi in tutti questi anni". Lo stesso ha dichiarato Frank Povo su GameSpot, che ha trovato assolutamente sorprendente il lungo lasso di tempo trascorso tra la prima pubblicazione del gioco e quella successiva per la Wii, ma ha anche sottolineato che la cosa più importante è che "i giocatori possono giocare a questo capolavoro senza dover recuperare la cartuccia Super Nintendo Entertainment System originale o armeggiare con emulatori giuridicamente discutibili". Ha espresso comunque un parere non proprio positivo sulla versione emulata di Virtual Console, ma nonostante tutto ha ribadito la sua convinzione che Super Metroid è "uno dei migliori giochi di avventura dinamica 2D mai prodotto".
(Nintendo, in occasione della pubblicazione del gioco su console Wii U)
Successivamente nel maggio del 2013 è stato distribuito per un periodo limitato sulla console Wii U, e sembra che molti giovani videogiocatori abbiano riscontrato grosse difficoltà nel cimentarsi in un prodotto nettamente più impegnativo della maggior parte dei titoli attuali. A settembre 2019 nella libreria dei giochi del Nintendo Switch Online sono stati aggiunti i giochi SNES, tra questi Super Metroid.